# Emmanuel Ratier
Pour les articles homonymes, voir Ratier.
Emmanuel Ratier (prononcé [ʁatje]), né le 29 septembre 1957 à Avignon et mort le 19 août 2015 à Orgnac-l'Aven, est un éditeur, essayiste et journaliste français.
Classé à l'extrême droite, il fait ses débuts dans la presse écrite en 1981 avant de focaliser ses essais sur les milieux dirigeants ou influents, s'inscrivant dans la continuité des textes d'Henry Coston. Il publie la lettre confidentielle Faits et Documents ainsi que des ouvrages qualifiés de conspirationnistes par plusieurs analystes et chercheurs.

## Biographie

### Études et premiers engagements
Fils d'un architecte, Jacques Ratier, et d'une ingénieur chimiste, Josette Aimé, il reçoit les prénoms d'Emmanuel, Jean, Michel.
Il commence à militer à l'extrême droite alors qu'il est encore lycéen.
Étudiant à l'université de Rouen, il commence par diriger le Front de la jeunesse (FJ) de Normandie, l'organisation de jeunesse des Comités faire front (succédant à Ordre nouveau), auquel il adhère en 1973, avant de rejoindre le Parti des forces nouvelles (PFN) lors de sa création à la fin de 1974[réf. nécessaire].
Il anime aussi, à partir de 1976, son organe de presse régional, Balder, de tendance nationaliste révolutionnaire.
Titulaire d'une licence en histoire obtenue à l'université de Rouen, il fréquente ensuite le Centre de formation des journalistes de Paris, dont il sort diplômé en 1979. Il intègre ensuite l'Institut d'études politiques de Paris (« Science Po », section Politique, économie et société) de 1980 à 1982. Il y est militant à l'Union des étudiants de droite, qu'il dote d'un organe, Réplique. Membre du GUD, il côtoie notamment Yves Bovero.
Toujours à Science Po, il fréquente d’autres personnalités comme Patrice Henry Duchene, titulaire d’un DESS « Études de marché et d’opinion », ancien associé du journal mégretiste Le Français et ancien membre du CSA, Antoine Gabizon, également membre du GUD, Frédéric Sauvegrain, cadre du FN ou encore Jean-Bernard Bobin, haut fonctionnaire du ministère de l'Intérieur. Ces personnes autour d'Emmanuel Ratier se feront remarquer lors de la violente bagarre qui oppose en janvier 1982 des militants de l’UED et du GUD à des militants de gauche.
Aux élections législatives de 1981, il est le suppléant du candidat UDF André Danet — dont le fils, Olivier, milite au FJ — dans la Seine-Maritime. Il est présenté dans Paris-Normandie comme un « jeune journaliste prêt à en découdre avec la gauche ».
Emmanuel Ratier, qui dit s'être « formé intellectuellement » en lisant Éléments, a par ailleurs appartenu au Groupement de recherche et d'études pour la civilisation européenne (GRECE)[source insuffisante].

### Journalisme
Il travaille ensuite pour différents journaux. Après quelques papiers dans Le Figaro Magazine, il entre en 1983 à Valeurs actuelles, puis passe à Magazine hebdo. Entre-temps, il s'infiltre à l'Anti-Defamation League, mais, repéré, il se fait rapidement licencier.
Entré à Minute en 1984, il devient le rédacteur en chef chargé des grandes enquêtes. Représentant syndical FO, il soutient le rachat du titre par Yves Montenay, et est licencié par Patrick Buisson après un conflit interne entre Buisson et Montenay. Il collabore ensuite au Spectacle du monde, à National-Hebdo et au Crapouillot.
Il dirige ensuite Magazine hebdo, où il écrit avec Jean-Claude Valla et sous le pseudonyme de Gabriel Lindon, de 1989 à 1996. Il participe également, autour d'Alain de Benoist et Pascal Eysseric, à la rénovation d'Éléments, auquel il ne donne cependant qu'un seul article.

### Travaux de documentation politique
Après la mort soudaine en 1990 de Yann Moncomble, il prend sa succession à la tête de la maison d'édition Faits et Documents, puis fonde en 1996, avec l'aide de François Brigneau, sa propre revue, un bimensuel de douze pages intitulé Faits et Documents et sous-titré Lettre d'informations confidentielles d'Emmanuel Ratier. Celle-ci devient, selon Dominique Albertini, journaliste à Libération, « une petite institution à l’extrême droite, utilisée même par des spécialistes extérieurs à la mouvance ». Les auteurs du livre-enquête Les Frères invisibles, Ghislaine Ottenheimer et Renaud Lecadre, estiment que « sa lettre confidentielle [...] fourmille d'informations sur la vie et les petits secrets des obédiences, mais aussi des organisations juives. » Dominique Albertini souligne que la revue, qui accordait une attention particulière aux organisations juives et franc-maçonnes, tout en se caractérisant « par un ton factuel et un niveau d'information assez remarquable », « laissait transparaître les convictions de son auteur ».
Il fonde également un réseau lui permettant de réunir des informations, le cercle du Dernier lundi, qui se réunit, comme son nom l'indique, le dernier lundi de chaque mois. Devenu un journaliste réputé dans les milieux d'extrême droite, il privilégie la discrétion à titre personnel et s'emploie, de son vivant, à éviter d'être photographié en public, allant jusqu'à exiger d'être filmé de dos ou dans le noir lors de ses quelques entretiens accordés à des webtélés. Ce n'est qu'après sa mort que des photos de lui sont diffusées dans la presse.
Son Encyclopédie politique française (1992) se place dans la filiation du Dictionnaire de la politique française d'Henry Coston. Ce dernier a déclaré que la méthode de travail d'Emmanuel Ratier était proche de la sienne, et qu'il pouvait être considéré comme son « héritier moral ». Lui-même qualifie Henry Coston de « maître » ; ce dernier a par ailleurs été son témoin de mariage. Dans National-Hebdo, François Brigneau salue son Encyclopédie politique française comme l'indispensable complément du Dictionnaire de Coston. La sociologue Nicole Lapierre, auteur en 1995 de Changer de nom, remarque que l'ouvrage « ne manque pas de signaler pseudonymes et changements de noms », comme le faisait Coston avec les personnalités juives.
Il est également l'auteur de Mystères et secrets du B’naï B’rith (1993), consacré au B'nai B'rith. Guillaume Dasquié et Jean Guisnel indiquent que ce livre est « censé éveiller les consciences sur le « complot judéo-maçonnique » et le considèrent comme une « version actualisée du Protocole des Sages de Sion », dont l'arrivée « à la bibliothèque municipale d'Orange, au cours de l'été 1996, peu de temps après l'accession au poste de premier magistrat d'un candidat Front national (Jacques Bompard), avait marqué le début d'un combat de plusieurs élus locaux contre cette dérive culturelle ». En 1995, il publie Les Guerriers d'Israël : enquête sur les milices sionistes, autre ouvrage consacré aux lobbys. En 1996, il publie le seul ouvrage consacré au club Le Siècle : Au cœur du pouvoir, enquête sur le club le plus puissant de France : Le Siècle (1996, suivi de deux éditions mises à jour jusqu'en 2015). D'après Michel Eltchaninoff, ce livre vise à « montrer que soit ses participants sont juifs, soit ils ne le sont pas, mais ont travaillé pour eux, en leur compagnie, ou bien en connaissent ». En 2011, il révèle une liste des membres du Siècle.
En 2014, il publie une biographie de Manuel Valls intitulée Le Vrai Visage de Manuel Valls. Celle-ci pointe pendant plusieurs semaines « en tête des ventes sur Amazon » et connaît un succès notoire en particulier à l'extrême droite. Conspiracy Watch estime que ce « pamphlet » est « moins informé qu’hanté par une « obsession juive » dénoncée en son temps par le journaliste Nicolas Domenach », et souligne qu'il « connut un véritable et inquiétant succès. Il faut dire que la complosphère soralo-dieudonniste en assura une promotion qu’envieraient nombre de polygraphes antisémites ». Emmanuel Ratier y affirme notamment que Valls aurait changé d'avis au sujet du conflit israélo-palestinien à cause de sa deuxième épouse, Anne Gravoin, de confession juive, tout en reconnaissant n'avoir « aucune preuve de l’influence de sa femme dans son revirement géopolitique ». Cette thèse, en vogue au sein de l'extrême droite depuis 2011, est relayée en particulier dans la mouvance constituée par Dieudonné et Alain Soral, ainsi que par l'hebdomadaire Rivarol.

### Controverse sur les attentats du 11 septembre 2001
Après les attentats du 11 septembre 2001, Emmanuel Ratier présente une théorie du complot sur le crash du vol American Airlines 77 sur le Pentagone. D'après Guillaume Dasquié et Jean Guisnel, ses recherches sur le sujet sont concomitantes de celles de Thierry Meyssan pour L'Effroyable Imposture ; les deux journalistes considèrent également que « ses pensées diffusées [le 20 octobre 2001] décrivent avec une coïncidence frappante le plan qu'adoptera ensuite Thierry Meyssan » dans son ouvrage. Ils soulignent que les deux hommes ont collaboré à ce sujet avec Stéphane Jah, « créant une proximité de raisonnements telle qu'il semble impossible de déterminer lequel des trois parvient à convaincre les deux autres que sa théorie du complot est la bonne ». Emmanuel Ratier salue lui-même les travaux du Réseau Voltaire, précisant qu'il a pourtant « écrit un livre contre eux »,. Il ne partage cependant pas toutes les conclusions de Thierry Meyssan,. Emmanuel Ratier accorde par ailleurs une interview exclusive à Thierry Meyssan en 2011, parue sur le site du Réseau Voltaire.

### Activité d'éditeur et de libraire
À la fin de 2005, il devient propriétaire de la librairie Facta dans le 9e arrondissement de Paris. Il s'agit de l'une des dernières librairies d'extrême droite à Paris.
Selon Michel Eltchaninoff, cette librairie vend « les ouvrages négationnistes de Robert Faurisson, Les Protocoles des Sages de Sion, Mein Kampf de Hitler, sans oublier les revues collaborationnistes et les œuvres complètes du philosophe italien fasciste Julius Evola »,.
La librairie Facta est vandalisée à deux reprises, les 9 décembre 2013 et 9 février 2014. L’appartement d’Emmanuel Ratier sera quant à lui cambriolé. Après la mort de Ratier, une partie du stock de sa librairie est rachetée par La Nouvelle Librairie de François Bousquet, tandis qu'une autre partie est vendue à la Librairie Vincent, tenue par Vincent Moysan, proche d'Égalité et Réconciliation.

### À la radio
En 2006, il entre à Radio Courtoisie pour y animer la première partie du Libre Journal de Claude Giraud. À l'automne 2007, il est l'un des fondateurs du « bulletin de réinformation » de la radio. À partir de mai 2008, à la suite du licenciement de Martin Peltier, il commence à animer sa propre émission, le Libre journal de la résistance française, un mercredi soir par mois. Sa première édition a pour thème « Quarante après, Mai 68 et les nationalistes » ; Jean-Paul Chayrigues de Olmetta et les journalistes Camille Galic (Rivarol) et Alain Sanders (Présent) y interviennent notamment.
À sa mort, Martin Peltier le remplace à la tête de son Libre journal.

### Activité de documentaliste et d'archiviste
Emmanuel Ratier a rassemblé et entretenu une documentation sur de nombreuses personnalités, appartenant à l'ensemble du spectre politique. En mars 2016, des journalistes du Figaro affirment qu'il était une « source inavouée de nombreux journalistes de la presse généraliste ».
Peu avant sa mort, il lance le projet, avec notamment Philippe Asselin, Francis Bergeron, Anne Brassié et Éric Delcroix, d’un « centre d’archivage et de conservation du patrimoine identitaire et européen », sous l'égide d'une association, Les archives associatives du Vexin. D'après StreetPress, le projet s'apparente plutôt à un fonds documentaire visant à conserver les archives de Ratier.
Après sa mort, sa famille s'engage à poursuivre ce projet. Celui-ci annonce par ailleurs que le nouveau nom de l'association sera « institut Emmanuel-Ratier ». Éric Delcroix en devient le président. L'institut est inauguré en octobre 2017 à Niherne et bénéficie d'un partenariat avec Présent. Il se situe dans un l'ancien dortoir de l'école privée Saint-Michel, dirigée par la Fraternité sacerdotale Saint-Pie-X. Marguerite Ratier, fille d'Emmanuel Ratier, prend la présidence de l'association la même année.

### Vie privée
Marié, Emmanuel Ratier a trois filles,.
Parmi ses loisirs, il pratique, à titre d'amateur, l'apiculture et le soufflage du verre.
D'après Marc Laudelout, il est aussi un admirateur de l'œuvre de Louis-Ferdinand Céline, à qui il consacre plusieurs longues émissions sur Radio Courtoisie et une promenade littéraire à Montmartre.

#### Franc-maçonnerie
Selon Jean-Moïse Braitberg, rédacteur en chef du bimestriel Franc-maçonnerie magazine, Emmanuel Ratier aurait été membre d'une loge maçonnique se rattachant à l'obédience de la Grande Loge nationale française, versée dans l'ésotérisme tendance René Guénon, et qui n'existerait plus. Dans son ouvrage Un État dans l'État. Le contre-pouvoir maçonnique, la journaliste Sophie Coignard dévoile la correspondance de Philippe Guglielmi, alors grand-maître du Grand Orient de France, avec l'un de ses membres ; selon ce premier, Emmanuel Ratier aurait été membre de la loge « La Nef de Saint-Jean » à La Garenne-Colombes, ce qu'il a démenti.

### Mort
Le 19 août 2015, alors qu'il pratique la spéléologie, avec sa famille à l'aven d'Orgnac, dans les gorges de l'Ardèche, il meurt d'une crise cardiaque à l'âge de 57 ans.
Sa mort est annoncée sur le compte Twitter du quotidien Présent. De nombreuses figures de l'extrême droite française, dont Jean-Marie Le Pen, saluent sa mémoire. Ces réactions sont plus rares au sein du Front national.
Les obsèques d'Emmanuel Ratier ont lieu le 25 août 2015 au columbarium du Père-Lachaise. De nombreuses personnalités d'extrême droite, comme Aymeric Chauprade, Frédéric Chatillon, Jean-Marie Le Pen, Henry de Lesquen, Alain Soral et Pierre Vial y assistent. D'après StreetPress, « La famille d’Emmanuel Ratier, bien insérée dans la société, s’y fait discrète », et seule l'une de ses filles prend la parole à la tribune, le visage masqué.

## Réception de son œuvre

### Accusations de complotisme
Les textes d'Emmanuel Ratier relatifs aux milieux politiques, industriels et financiers ont suscité plusieurs critiques. Ainsi, Pierre-André Taguieff le présente comme « l'héritier d'Henry Coston, l'antisémitisme délirant en moins », et comme un « conspirationniste d'extrême droite ». StreetPress le qualifie d'« antisémite et conspirationniste ».
Caroline Fourest et Fiammetta Venner le présentent comme un « maniaque du complot [qui] bénéficie de nombreux « dénonciateurs » pour alimenter son bulletin bimensuel qui consiste en une succession de dossiers et brèves très renseignés sur les personnes suspectes de défendre la démocratie et la République française. » En revanche, l'historien Nicolas Lebourg voit en lui « quelqu’un de malin, qui fait attention à ne pas avoir de problèmes et effectue un vrai travail journalistique. »
L'historien Olivier Dard rapproche les textes de Ratier de ceux d'Augustin Hamon, Francis Delaisi, Henry Coston, Yann Moncomble et Emmanuel Beau de Loménie, « littérature politique à dimension volontiers polémique, conspirative et à prétention historique. »
Jean-Yves Camus, politologue spécialiste de l'extrême droite, estime qu'il « était sans doute un antisioniste assez conséquent, mais son discours était dépourvu de la dimension haineuse évidente chez d’autres auteurs. Il était persuadé que l’essentiel de la politique consistait en jeux d’influence et de lobbies, mais sans désigner lui-même un agent central du complot. Quant à la méthode, c’était un homme assez prudent avec une réelle capacité professionnelle de journaliste, en dépit d’erreurs mineures. »
REFLEXes indique « que contrairement à d’autres, nous ne considérions pas Emmanuel Ratier comme un adepte de l’explication du complot, ne serait-ce que parce que lui-même l’avait affirmé dans des interviews passées. Par contre sa ténacité contre les réseaux d’influence en place n’avait rien de révolutionnaire : il n’entendait pas lutter contre les réseaux en général mais uniquement contre ceux qui lui semblaient menacer le cœur de son combat : l’identité blanche de la nation française et de l’Europe. Il n’a donc eu de cesse de créer d’autres réseaux, susceptibles de pouvoir contrer, voire remplacer, ceux existant et en présentant les mêmes caractéristiques de secret et de discrétion ».

Pour sa part, l'intéressé écarte la théorie du complot absolue sans pour autant remettre en cause l'existence de groupes cherchant à accumuler le pouvoir : 

« Je ne me considère pas du tout comme complotiste, c'est-à-dire que, d'après les informations dont je dispose […], je n'ai jamais trouvé aucun document récent, ou jamais eu d'entretien avec des personnalités haut placées, qui me permettraient de démontrer qu'il y ait une espèce d'organisation pyramidale, qui serait dirigée par un marionnettiste puissant qui aurait fait du monde un théâtre où il manipulerait les gens à sa guise. Je pense plutôt qu'il y a un système de cercles concentriques, avec des satellites autour, qui regroupent des gens puissants ou qui cherchent à avoir plus de pouvoir. Et bien sûr, et ça peut paraître une évidence, des groupes de pression et des lobbys. »

### Une figure d'extrême droite
Abel Mestre et Caroline Monnot, journalistes au Monde, le qualifient de « journaliste d'extrême droite », Guillaume Dasquié et Jean Guisnel d'« intellectuel d'extrême droite » en précisant qu'il est « l'un des auteurs préférés du Front national, dont la boutique distribue tous les livres ». Jean-Paul Gautier, Michel Briganti et André Déchot le présentent comme un « vieux routier de l'extrême droite depuis 1973 » et « le principal diffuseur de la théorie du complot au sein de cette famille politique. Son combat est celui de la lutte contre les menées des organisations « mondialistes, maçonniques ou juives ». Il s'inscrit en cela dans la continuité d'Henry Coston ». StreetPress le décrit comme « une figure multicartes, sorte de Rupert Murdoch de la droite radicale ». L'Express le dit proche des milieux nationalistes.
Durant ses dernières années, il se rapproche d'Alain Soral, dont Le Point note qu'il est son ami, en participant notamment à alimenter le site de son association, Égalité et Réconciliation. Il aurait désigné cette dernière comme son héritière, demandant notamment aux soraliens de l’aider à archiver ses documents à partir de novembre 2014. Contribuant également de manière occulte à la ligne éditoriale des éditions Kontre Kulture, il est à l'instigation de la réédition des Modérés d'Abel Bonnard.

## Publications
- Encyclopédie politique française, t. I, Paris, Faits et Documents, 1992[47].
- Mystères et secrets du B'naï B'rith : la plus importante organisation juive internationale, Paris, Facta, 1993[48].
- Encyclopédie des pseudonymes, t. I, Paris, Faits & Documents, 1993[49].
- Avec Henry Coston, Encyclopédie des pseudonymes, t. II, Paris, Faits & Documents, 1994[50].
- Le Vrai visage de Patrick Gaubert : le conseiller très spécial de Charles Pasqua, Paris, Facta, 1994[51]
- Les Guerriers d'Israël : enquête sur les milices sionistes, Paris, Facta, 1995[52].
- Le Vrai Visage de Jacques Chirac : les secrets d'un président, Paris, Facta, 1995[53].
- Encyclopédie des changements de noms, t. I : [1963-juin 1982], Paris, Faits & Documents, 1995[54].
- Au cœur du pouvoir : enquête sur le club le plus puissant de France, Paris, Facta, 1996[55].
- Encyclopédie des changements de noms, t. II : [Juillet 1982-décembre 1997], Paris, Faits & Documents, 1998[56].
- Ras l'front : anatomie d'un mouvement antifasciste, la nébuleuse trotskyste, Paris, Facta, 1998[57].
- Les Chrétiens de gauche, Paris, Faits & Documents, 1998[58].
- Avec Patrick Parment (préf. Jean Mabire), Éphémérides nationalistes, Paris, Faits & Documents, 1999[59].
- Encyclopédie politique française, t. II, Paris, Faits & Documents, 2005[60].
- Le Vrai Visage de Manuel Valls, Paris, Facta, 2014[61].
- Encyclopédie des changements de noms, t. III : [janvier 1998-décembre 2012], Paris, Faits & Documents, 2014.